# منتخب البرازيل للكورفبال
منتخب البرازيل للكورفبال هو ممثل البرازيل الرسمي في المنافسات الدولية في كرة السلة الهولندية
.